# Dante (síťování)
Dante (DANTE, ang. Digital Audio Network Through Ethernet) je kombinace softwarových, hardwarových a síťových protokolů pro přenos digitálního zvuku (a videa) pomoci TCP/IP přes Ethernet (AVoIP, AV-over-IP), který poskytuje nekomprimovaný, vícekanálový digitální zvuk s nízkou latencí.
Technologie Dante pomocí paketů na úrovní třetí síťové vrstvy umožňují nízkolatenční přenos nekomprimovaného, vícekanálového digitálního audia v rámci ethernetové infrastruktury. Tento protokol vyvinula v roce 2006 společnost Audinate se sídlem v australském Sydney. Dante pokročilejším způsobem navazuje na předchozí typy rozhraní pro přenos audia přes ethernetovou síť, jako jsou CobraNet a EtherSound.
Audinate dává povolení ostatním výrobcům používat systém Dante. 

## Způsob fungování
Hardware nebo software Dante uvnitř zařízení rozděluje, segmentuje a balí digitální zvuk do IP (Internet Protocol) paketů vhodných pro přenos přes standardní IP síť. Pakety obsahují informace o timingu, zdrojovém a cílovém IP, což umožňuje jejich efektivní směrování přes síť do správného cílového zařízení.
Cílové zařízení pak rekonstruuje přijaté pakety zpět do digitálního zvukového proudu. Podle role zařízení ve zvukovém systému se pak tento proud přehrává, zaznamenává nebo digitálně zpracovává.
Synchronizace času se řídí dle standardu IEEE 1588 protokolu PTP (Precision Time Protocol).
Výkon: veškerý zvuk Dante je 100% bezeztrátový 24 nebo 32bitový a jsou podporovány vzorkovací frekvence od 44,1 kHz do 192 kHz. Latence je ve výchozím nastavení 1 ms. Dá se nastavit od 150 μs do 5 ms.

## Přenos
V síti Dante lze použít dva způsoby přenosu audio signálu.
Jednou z metod je unicast, ve které jsou signály přenášeny přímo z jednoho zařízení (kanálu) do jiného konkrétního zařízení (kanálu). Dante balí audio do tzv. flows. Do jednoho unicast flow se vejde až 4 kanály. Unicast flows jsou unikátní pro přijímače neboli jeden flow nemůže obsahovat dva kanály z různých přijímačů. Pokud se tedy posílá audio do jednoho kanálu, vytvořil se jeden flow. Pokud se připojí další tři kanály (od stejného přijímače), stále se bude posílat jeden flow a šířka pásma se nemění. Šířka pásma na vysílači se zvyšuje počtem flows. Zařízení podporují různé počty flows s maximem 32 flows. Ve výchozím nastavení je Dante nastavené na unicast.
Druhou metodou je multicast, ve kterém jsou signály přenášeny do více zařízení v síti. Jako u unicastu je audio v multicastu sbalené do flows. Multicast flow však na rozdíl od unicastu může obsahovat až 8 kanálů, a navíc i z různých přijímačů. Výhodou multicastu je menší náročnost na šířku pásma vysílače, jelikož posílá datový tok jen jeden do všech přijímačů ve flow. Naopak se ale zvyšuje zátěž na procesoru a síťových přepínačích. Nevýhodou multicastu je, že v neřízených síťových přepínačích se data posílají do všech přijímačů v síti LAN nebo VLAN (stejně jako broadcast). V řízených síťových přepínačích se tento problém řeší pomocí IGMP snooping.

## Dante AV
Dante AV dělá stejnou práci s videem, bere komprimované video signály a převádí je na IP pakety, které sdílejí stejné časovací a kontrolní mechanismy jako Dante audio.
Obsahuje tři verze:
- Dante AV Ultra – podpora 4k 60fps 4:4:4, podpora HDCP, zakódování a dekódování z SDI
- Dante AV-A – podpora 4k 60fps 4:4:4, podpora HDCP, nemá podporu Dante Studio software
- Dante AV-H – podpora 4k 60fps 4:2:0, latence pár snímků

## Využití
Podobně jako většina ostatních technologií pro přenos zvuku v rámci ethernetové sítě, je protokol Dante primárně určen pro profesionální a komerční účely. Nejčastěji je používán v situacích, které vyžadují přenos velkého množství zvukových kanálů na relativně velké vzdálenosti nebo do více míst.
Jedná se o ekonomičtější a snadno použitelné síťové řešení pro média, které je vhodné pro aplikace od jednoduchých elektroinstalací až po velkokapacitní sítě.
Existuje více než 3000 produktů s integrovaným Dante kompatibilním hardwarem od více než 500 výrobců, které využívají například:
- nahrávací studia,
- konferenční centra,
- univerzity,
- broadcastová studia,
- zábavní parky, divadla, ZOO, atd.[6]

## Data Controller
Zvuková data mezi zařízeními podporujícími Dante jsou směrována pomocí softwaru Dante Controller. Tento software od společnosti Audinate lze zadarmo nainstalovat na Windows i MacOS. Nejnovější verzí ke dni 28. 3. 2024 je 4.12.0.4 pro Windows a 4.12.0.3 pro MacOS.
Software Dante Controller umožňuje uživatelům konfigurovat signálové trasy a upravovat další pokročilé nastavení (například multicast). Všechny trasy a nastavení jsou uloženy v jednotlivých zařízeních Dante, což jim umožňuje běžet bez jakýchkoliv připojených počítačů. Uživatelé se nemusí starat o obnovení tras, když se systém přesune nebo vypneme napájení.

### Další software
- Dante Virtual Soundcard – virtuální zvuková karta[4]
- Dante Studio – vytváří z počítače zařízení připojitelné přes Dante[10]
- Dante Via – software pro připojení jakéhokoliv audio zařízení nebo audio aplikace do Dante sítě[4]

## Výhody
Výhody přenosu pomocí Dante oproti analogovým kabelům jsou zejména:
- signál nedegraduje se vzdáleností
- větší odolnost vůči elektrickému či mechanickému rušení
- levnější a jednodušší na ovládání

- většinou stačí pouze jeden Ethernetový kabel na jedno zařízení pro přenos dat a napájení[11]

Díky digitálnímu multiplexování jsou nároky na kabeláž při distribuci digitálního zvuku téměř vždy nižší než u analogu. Dante rovněž nabízí několik specifických výhod, které postrádala první generace technologií (CobraNet a EtherSound) pro přenos audia po Ethernetu. Mezi tato technologická vylepšení patří zejména nativní gigabitová podpora, vyšší počet kanálů, nižší latence a automatická konfigurace. Gigabitová ethernet podpora umožňuje do Dante připojit obousměrně až 512 audio kanálů (tj. 512 kanálu na vstup a 512 kanálů na výstup) ve 48 kHz vzorkovací frekvenci.
Pro použití se staršími zařízeními, které nepodporují síťové připojení, byla vytvořena řada adaptérů od společnosti Audinate. Adaptéry Dante AVIO jsou k dispozici pro jedno- nebo dvoukanálový analogový vstup, jedno- nebo dvoukanálový analogový výstup, obousměrný dvoukanálový AES3 a obousměrný dvoukanálový USB.